# Kanton Briec
Kanton Briec (fr. Canton de Briec) je francouzský kanton v departementu Finistère v regionu Bretaň. Skládá se z pěti obcí.

## Obce kantonu
- Briec
- Edern
- Landrévarzec
- Landudal
- Langolen